# محوت
شهرستان محوت (به عربی:  ولایة محوت ) یکی از شهرستانهای استان وُسطی در کشور پادشاهی عمان است. شهرستان محوت دارای ۳۲ روستا توابع و با جمعیت بیش از ۸ هزار نفر در این روستاها زندگی می‌کنند.

## جمعیت
جمعیت آن در حدود ۹۷۶۱ هزار نفر می‌باشد.